# ماجن دان
ماجن دان بؤرة استيطانية إسرائيلية أقيمت عام 1999 على أراضي بلدة الزاوية غرب محافظة سلفيت، وهي تقع على بعد 750 متر غرب مستوطنة الكانا. تتبع إداريًا مجلس شمرون الإقليمي. تقطنها حوالي 20 عائلة عام 2009.

## التأسيس
تأسست في عام 1999 على مساحة 76 دونماً شمال غرب بلدة الزاوية، على تلة ارتفاعها حوالي 166 متراً عن سطح البحر، تشرف على طريق عابر السامرة، وبنايات تل أبيب الشاهقة التي تبعد عن مركزها حوالي 27 كم، كما تقع قرب الخط الأخضر؛ ومن هنا اكتسبت أهمية إستراتيجية كبيرة لدى الاحتلال.

## الجانب القانوني
يعتبر المجتمع الدولي المستوطنات الإسرائيلية في الضفة الغربية غير قانونية بموجب القانون الدولي، لكن الحكومة الإسرائيلية تعارض ذلك.